# Negu Gorriak
Negu Gorriak war eine baskische Underground-Crossover-Band, die 1990 in Guipuzcoa im spanischen Baskenland gegründet wurde. Der Name ist baskisch für „harter Winter“ oder „roter Winter“ (aus Versen von Bertolt Brechts Die Nachtlager). Musikalisch kombinierten sie Rock mit Hip-Hop und Reggae.

## Bandgeschichte
Negu Gorriak wurden im Februar 1990 von den Brüdern Fermin (Gesang) und Iñigo Muguruza (Gitarre, Backgroundgesang) zusammen mit Kaki Arkarazo (Gitarre) gegründet, die schon vorher gemeinsam in Kortatu gespielt hatten.
Die erste „Präsentation“ ihrer Musik hatten sie im Autobus auf einer (von den Bandmitgliedern organisierten) Reise zu einem Konzert von Public Enemy, während der die Band ihr gerade in Aufnahme befindliches erstes Album vorstellten.
Im Juni desselben Jahres erschien Negu Gorriak (deutlich beeinflusst von Old School Hip-Hop mit der Verwendung eines Drumcomputers und zahlreichen Samples), gefolgt vom ersten Konzert im Hochsicherheitsgefängnis „Herrera de la Mancha“ in Ciudad Real. In diesem Solidaritätskonzert zur Unterstützung von baskischen Gefangenen spielte auch zum ersten Mal Mikel „Anestesia“ (E-Bass) mit der Band.
1991 wurde Mikel „Bap!!“ am Schlagzeug aufgenommen und – getreu ihren DIY-Prinzipien – gründeten sie ihr eigenes Label Esan Ozenki (inspiriert von Minor Threats Dischord Records und Alternative Tentacles der Dead Kennedys), auf dem sie auch ihr nächstes Album Gure Jarrera aufnahmen. Diese Platte machte sie als baskische Band berühmt, branchte sie aber auch wegen des Liedes Ustelkeria vor Gericht.
Ustelkeria ist ein Lied über den spanischen Oberst der Guardia Civil Enrique Rodríguez Galindo, in dem ihm Negu Gorriak den Verkauf von gestohlenen Kokain zur Finanzierung der Terroristengruppe GAL vorwarfen. 1993 wurden sie deswegen von Galindo verklagt und zur Zahlung von 15 Millionen Peseten verurteilt. Dieses Urteil wurde allerdings 2001 wieder aufgehoben und die Band freigesprochen.
Mit der Veröffentlichung ihrer zweiten Platte gingen sie auf die Gora Herria - Power to the People-Tour, die sie durch das Baskenland, Frankreich, die Schweiz, Italien, Deutschland, das Vereinigte Königreich, Irland und Kuba führte und schließlich mit Auftritten in Madrid, Barcelona und Bilbao endete.
Im Dezember 1991 erschien die EP Gora Herria, in der auch Manu Chao einen Gastauftritt hat. Dieses Album kann als Verbindung zwischen ihren alten Werken und den folgenden gesehen werden, die weniger zornig und aggressiv sind.
Die folgende Tour Borreruak Baditu Milaka Aurpegi, über die die Presse ausführlich berichtete, weckte hohe Erwartungen. Danach veröffentlichten Negu Gorriak ihr einziges Live-Album Hipokrisiari Stop!.
1994 erschien Idea Zabaldu, dem man die langen Aufenthalte der Band in Lateinamerika (und die zapatistische Revolution) anmerkt. Dies war ihr letztes Album mit neuen Liedern, gefolgt nur von Salam Agur, auf dem sie Stücke ihre Freunde und musikalischer Vorbilder (wie The Who, Public Enemy, Redskins und Dead Kennedys) covern.
Danach löste sich die Band auf – genau wie Kortatu mit der Begründung, „kreativen Stillstand“ vermeiden zu wollen. Es gab allerdings noch vier Konzerte im Jahr 2001, mit denen sie den Freispruch im Prozess gegen Enrique Galindo feierten.

## Diskografie

### 7" EPs
- Radio Rahim (Oihuka, 1990).
- Bertso-Hop/Bertsolari Txapelketa nagusia 1986. Donostia. goizeko saioa (Oihuka, 1990).
- Hator, hator/Oker dabiltza (Basati Diskak, 1990).
- NG, Geurea da garaipena/Beste kolpe bat (Esan Ozenki, 1991).
- Gora Herria (Remix)"/"Gora Herria (Esan Ozenki, 1991). Mit Manu Chao und Joseba Tapia
- Lehenbiziko bala/Bisitari irultzailea (Esan Ozenki, 1992).
- Borreroak baditu milaka aurpegi (Esan Ozenki, 1993).
- Hipokrisiari stop!/Euskaldunok eta zientzia (Esan Ozenki, 1993).
- Izokin euskalduna baten istorioa/Ikastolarekin bat (IZ, 1994).
- Hitz egin/Ipurbegia (Esan Ozenki, 1995). CD single.

### 12" LPs
- Negu Gorriak (Oihuka, 1990). LP y CD. Neu aufgelegt von Esan Ozenki, 1996.
- Gure Jarrera (Esan Ozenki, 1991). LP & CD.
- Gora Herria (Esan Ozenki, 1991). Erschien 1994 als CD (mit „Apatxe gaua“ als Bonustrack)
- Borreroak Baditu Milaka Aurpegi (Esan Ozenki, 1993). Doppel-LP & CD.
- Hipokrisiari Stop! Bilbo 93-X-30 (Esan Ozenki, 1994). Live-LP und -CD
- Ideia Zabaldu (Esan Ozenki, 1995). LP & CD.
- Ustelkeria (Esan Ozenki, 1996). Remixes und Raritäten; eigentlich Soli-Album für den Prozess von Negu Gorriak. Neu erschienen 1999.
- Salam, Agur (Esan Ozenki, 1996). CD.